# Stahlmann
Gli Stahlmann sono un gruppo musicale tedesco formatosi nel 2008 a Gottinga, Germania. Appartengono alla corrente della Neue Deutsche Härte.

## Storia
Martin Soer, cantante della band, incontra il chitarrista Alexander Scharfe, entrambi appassionati della corrente Neue Deutsche Härte. Nel giro di poco tempo formano una band, Stahlmann, cominciando a comporre proprie canzoni.
Dopo l'ingresso di Tobias Berkefeld (chitarrista) nella band e dopo aver invitato un terzo chitarrista e un batterista, i Stahlmann cominciano a farsi conoscere attraverso concerti e performance dal vivo nel territorio tedesco.
Grazie al discreto successo del loro EP di debutto (Herzschlag), la band viene contattata come supporto per altri gruppi come Doro, In Extremo, Saltatio Mortis e Eisbrecher.
Nel 2010, i Stahlmann effettuano un loro primo tour organizzato dalla rivista Zillo.
Grazie al successo ottenuto con Herzschalg, il gruppo inizia i lavori per il primo vero album in studio. Nel frattempo il batterista O-Lee (ex-Die Schröders) e il bassista Dirk Fire-Abend (ex-Engelhai) fanno parte della band. Il 3 settembre 2010 viene pubblicato il primo singolo: Hass Mich ... Lieb Mich mentre il 17 settembre gli Stahlmann pubblicano il loro primo album, chiamato Stahlmann. Lo stile della band è una miscela di elettronica e riff potenti galvanizzati dalla possente voce di Martin Soer. L'album ha permesso al gruppo di riscuotere attenzioni e fan nel mercato tedesco.
Per ragioni personali, Alexander Scharfe lascia la band supportando comunque i Stahlmann per esibizioni dal vivo.
Il 20 gennaio 2012 la band pubblica il secondo album, Quecksilber (sotto l'etichetta AFM Records).
"Il secondo album è più melodico, con larga presenza di suoni elettronici e scarsa originalità," affermano alcuni critici. Martin risponde: "Associamo noi stessi alla musica. Non ci importa quello che la gente pensa sulla nostra musica. Non vogliamo cambiare soltanto perché qualcuno pensa che siamo come i Rammstein o i Megaherz".
Il terzo album della band è previsto per Aprile 2013.

## Stile
La band segue la corrente Neue Deutsche Härte con influenze alternative metal e componimenti elettronici.

## Curiosità
- Un segno distintivo degli Stahlmann (che in italiano significa "uomo d'acciaio") è quello di dipingersi il volto di color argento e di vestire con abiti scuri.
- Nel 2009, il loro EP di debutto, Herzschlag, entra nella top 20 della Alternative Chart tedesca e ci resta per 4 settimane.
- La band mischia forti suoni industrial, ritmi metal forti e decisi e intense melodie di origine gotica
- Tutte le informazioni citate sono tratte dalla pagina della band sul sito della AFM Records https://web.archive.org/web/20150905060005/http://www.afm-records.de/artists/en/S/stahlmann.html

## Discografia
Album:
- Stahlmann (2010)
- Quecksilber (2012)
- Adamant (2013)
- CO2 (2015)
- Bastard (2017)
- Kinder der Sehnsucht (2019)
- Quartz (2021)
- Phosphor (2024)

EP:
- Herzschlag (2009)

Singoli:
- Hass mich...lieb mich... (2010)
- Stahlwittchen (2011)
- Tanzmaschine (2011)
- Spring nicht (2012)
- Süchtig (2013)
- Schwarz (2013)
- Plasma (2015)
- Bastard/Nichts spricht wahre Liebe frei (2017)